# Associazione Calcio Stabia 1937-1938
Questa voce raccoglie le informazioni riguardanti l'Associazione Calcio Stabia nelle competizioni ufficiali della stagione 1937-1938.

## Rosa
| N. |                   | Ruolo | Calciatore         |
| -- | ----------------- | ----- | ------------------ |
|    | Italia (bandiera) |       | Andrea Angiolini   |
|    | Italia (bandiera) |       | Mario Barluzzi     |
|    | Italia (bandiera) |       | Zelendo Caliumi    |
|    | Italia (bandiera) |       | Cesare De Feudis   |
|    | Italia (bandiera) | D     | Emilio Di Maio     |
|    | Italia (bandiera) | C     | Roberto Di Martino |
|    | Italia (bandiera) |       | Enrico Di Santo    |
|    | Italia (bandiera) |       | Matteo Esposito    |
|    | Italia (bandiera) |       | Luigi Fiorinelli   |

| N. |                   | Ruolo | Calciatore        |
| -- | ----------------- | ----- | ----------------- |
|    | Italia (bandiera) |       | Gino Gherarducci  |
|    | Italia (bandiera) |       | Bruno Giordano    |
|    | Italia (bandiera) | C     | Guido Mazzetti    |
|    | Italia (bandiera) | D     | Gigino Michetti   |
|    | Italia (bandiera) |       | Carmine Milite    |
|    | Italia (bandiera) |       | Paolo Santaniello |
|    | Italia (bandiera) | D     | Orazio Sola       |
|    | Italia (bandiera) |       | Luigi Villani     |

## Risultati

### Serie C

#### Girone E

##### Girone di andata
| Arbitro: | Siino (Palermo) |

|                            |           |  |
| Angiolini 59’ Esposito 73’ | Marcatori |  |

| Arbitro: | Rizzi (Messina) |

|                            |           |  |
| Angiolini 55’ Esposito 70’ | Marcatori |  |

| Foggia 17 ottobre 1937 4ª giornata                                                            | Foggia    | 3 – 2 referto               | Stabia | Campo Sportivo del Littorio |
| \| \| \| \| \| Creziato 47’, 76’ Valentini 80’ \| Marcatori \| 33’ Di Maio 60’ Gherarducci \| |           |                             |        |                             |
|                                                                                               |           |                             |        |                             |
| Creziato 47’, 76’ Valentini 80’                                                               | Marcatori | 33’ Di Maio 60’ Gherarducci |        |                             |

| Arbitro: | Naibo (Roma) |

|              |           |            |
| Mazzetti 50’ | Marcatori | 80’ Valese |

| Arbitro: | Rossi (Perugia) |

|                            |           |                 |
| Battioni 56’ Piccinini 80’ | Marcatori | 37’ Gherarducci |

| Arbitro: | Ronzio (Roma) |

|              |           |  |
| Sbriglia 66’ | Marcatori |  |

| Arbitro: | Biancone (Roma) |

|                  |           |              |
| Macis 47’ (rig.) | Marcatori | 19’ Esposito |

| Arbitro: | Pardi (Roma) |

|              |           |           |
| Michetti 89’ | Marcatori | 49’ Pucci |

| Arbitro: | Signorile (Bari) |

|  |           |             |
|  | Marcatori | 78’ Melatti |

| Popoli 9 gennaio 1938 13ª giornata | SIME Popoli    | 0 – 0 referto | Stabia | Campo del Littorio\| Arbitro: \| Colonna (Bari) \| |
| Arbitro:                           | Colonna (Bari) |               |        |                                                    |

| Arbitro: | Martinetti (Cagliari) |

|                                     |           |  |
| Pronzati 48’ Stilli 72’ Miniati 79’ | Marcatori |  |

| Arbitro: | Mariotti (Roma) |

|              |           |                   |
| Mazzetti 83’ | Marcatori | 30’ (aut.) Milite |

##### Girone di ritorno
| Arbitro: | Garcea (Catanzaro) |

|                                                         |           |             |
| Valentini 10’, 27’, 40’ Longobardi 33’ Flumini 65’, 67’ | Marcatori | 12’ Melatti |

| Arbitro: | Giordano |

|                                    |           |                             |
| Rinaldi 4’ Trevisan 21’ Basile 35’ | Marcatori | 65’ Cagliumi 70’ Tramparulo |

| Arbitro: | Rizzo |

|                             |           |  |
| Tramparulo 28’ Esposito 67’ | Marcatori |  |

| Salerno 27 febbraio 1938 20ª giornata | Salernitana | 3 – 2 | Stabia | Stadio del Littorio |

| Arbitro: | Martelli |

|                |           |               |
| Tramparulo 76’ | Marcatori | 47’ Piccinini |

| Castellammare di Stabia 20 marzo 1938 23ª giornata | Stabia | 1 – 3 | Bagnolese | Campo S. Marco |

| Castellammare di Stabia 27 marzo 1938 24ª giornata | Stabia | 2 – 0 | Cagliari | Campo S. Marco |

| Cosenza 3 aprile 1938 25ª giornata | Cosenza | 4 – 0 | Stabia | Campo Città di Cosenza |

| Castellammare di Stabia 10 aprile 1938 26ª giornata | Stabia | 0 – 0 | Manfredonia | Campo S. Marco |

| Castellammare di Stabia 24 aprile 1938 28ª giornata | Stabia | 4 – 0 | SIME Popoli | Campo S. Marco |

| Arbitro: | Delle Role |

|               |           |                        |
| Angiolini 88’ | Marcatori | 13’ Miniati 50’ Stilli |

| Arbitro: | Prandi |

|                                                           |           |  |
| Ravizzoli 23’, 51’ Pinto 40’ Corallo 44’, 68’ Bellini 78’ | Marcatori |  |

### Coppa Italia
| Lecce 19 settembre 1937 Primo turno | Lecce | 2 – 1 | Stabia |  |